# Bégahosszúpatak
Bégahosszúpatak románul: Valea Lungă Română, falu Romániában, a Bánságban, Temes megyében.

## Fekvése
Lugostól északkeletre fekvő település.

## Története
Bégahosszúpatak, Hosszúpatak nevét 1510-ben említette először oklevél Hozzywpathak néven.
1650-ben Valealunga, 1717-ben Valle longa, 1913-ban Bégahosszúpatak néven volt említve.
1631-ben Hosszupatak I. Rákóczi György birtoka volt.
A trianoni békeszerződés előtt Krassó-Szörény vármegye Bégai járásához tartozott.
1910-ben 564 lakosából 229 magyar, 335 román volt. Ebből 229 római katolikus, 333 görögkatolikus volt.

## Források

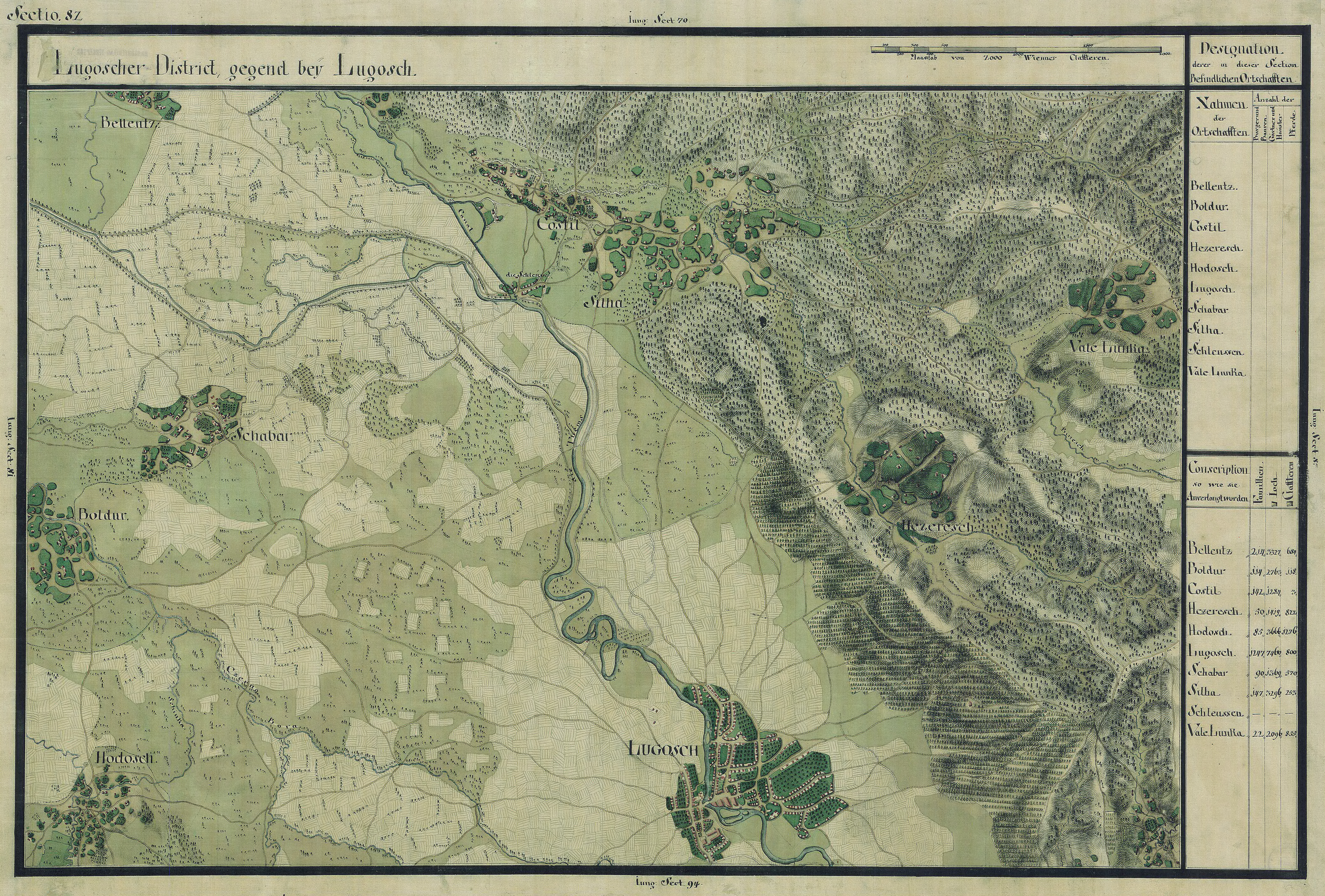
Bégahosszúfalu egy régi térképen